# Colônia do Piauí
Colônia do Piauí est une municipalité brésilienne située dans l'État du Piauí.